# Marcel Glesener
Marcel Glesener   (Esch-sur-Alzette, 17 d'abril de 1937 - Ciutat de Luxemburg, 23 de març de 2025) va ser un polític i sindicalista luxemburguès. Membre del Partit Popular Social Cristià (CSV), va ser diputat legislatiu a la Cambra de Diputats de Luxemburg.
Glesener va ser un membre del CSV des de 1957. Va ser president de la Federació de Sindicats Cristians Luxemburguesos (LCGB) entre 1980 i 1996, on va succeir al càrrec a Jean Spautz. Va ser elegit per a la Cambra de Diputats a les eleccions de 1989, en representació de la circumscripció del Sud. Des d'aleshores va ser reelegit a les eleccions de 1994, 1999 i 2004. Va rebre l'Orde del Mèrit del Gran Ducat de Luxemburg.